# Cuyahoga Heights (Ohio)
Cuyahoga Heights es una villa ubicada en el condado de Cuyahoga en el estado estadounidense de Ohio. En el Censo de 2010 tenía una población de 638 habitantes y una densidad poblacional de 76,64 personas por km².

## Geografía
Cuyahoga Heights se encuentra ubicada en las coordenadas 41°26′10″N 81°39′13″O / 41.43611, -81.65361. Según la Oficina del Censo de los Estados Unidos, Cuyahoga Heights tiene una superficie total de 8.32 km², de la cual 7.96 km² corresponden a tierra firme y (4.42%) 0.37 km² es agua.

## Demografía
Según el censo de 2010, había 638 personas residiendo en Cuyahoga Heights. La densidad de población era de 76,64 hab./km². De los 638 habitantes, Cuyahoga Heights estaba compuesto por el 97.34% blancos, el 0.63% eran afroamericanos, el 0.16% eran amerindios, el 1.41% eran asiáticos, el 0% eran isleños del Pacífico, el 0.16% eran de otras razas y el 0.31% pertenecían a dos o más razas. Del total de la población el 0.94% eran hispanos o latinos de cualquier raza.